# 不良少女 魔子
『不良少女 魔子』（ふりょうしょうじょまこ）は、1971年8月25日に日活が配給映した映画、監督は、この作品がデビュー作となる蔵原惟二、主演夏純子。長谷部安春が藤井鷹史名義で脚本に参加した。
時は、日活がロマンポルノの製作をメインにシフトする前夜に製作された映画であり、製作現場には「この作品が当時の日活体制での最後の映画になるかもしれない」という雰囲気があったという。事実、旧日活体制で製作された、最後の一般向け映画となった。
最後に公開された旧日活作品としては、1968年に製作され、上映されていなかった『朝霧』が1971年9月18日に公開された。

## キャスト
- 夏純子 : 魔子
- 岡崎二朗 : 洋次
- 藤竜也 : 田辺
- 戸部夕子 	ユリ
- 小野寺昭 : 徹
- 太田美鈴 : 早苗
- 美波節子 : 春美
- 原田千枝子 : おカズ
- 太田美鈴 : 早苗
- 宮野リエ : リエ
- 清宮達夫 : 秀夫
- 相川圭子 : ナナ
- 高橋明 : 安岡組々員
- 沢美鶴 : 安岡組々員
- 有村道宏 : 安岡組々員
- 河上喜史郎 : サブの親爺
- 市村博 : 支配人
- 荒井岩衛 : マスター
- 光沢でんすけ : ポン引きの男
- 原恵子 : お女将
- 牧まさみ : 万引女学
- 佐々木すみ江 : マダム
- 深江章喜 : 内海
- 宍戸錠 : 安岡

## スタッフ
- 監督 : 蔵原惟二
- 脚本 : 藤井鷹史、黒木三郎
- 企画 : 今戸栄一、沢田喜代一 、佐々木志郎
- 音楽 : 鏑木創
- 撮影 : 山崎善行
- 編集 : 鈴木晄
- 美術 : 木村威夫

## 併映作品
『八月の濡れた砂』 : 藤田敏八監督作品